# Afrothismia winkleri
Espèce
Synonymes
- Afrothismia winkleri (Engl.) Schltr. (Engl.) Schltr. (préféré par UICN)[2]
- Afrothismia winkleri var. winkleri[1]
- Thismia winkleri Engl.[2] [1]

Statut de conservation UICN

 CR B2ab(iii) : 
En danger critique
Afrothismia winkleri est une espèce de plantes de la famille des Burmanniaceae et du genre Afrothismia, présente en Afrique centrale, principalement au Cameroun.

## Étymologie
Son épithète spécifique winkleri rend hommage au botaniste allemand Hubert Winkler qui collecta de nombreuses plantes au Cameroun au début du XXe siècle.

## Distribution
L'espèce est présente au sud-ouest du Cameroun, sur les contreforts du mont Cameroun, au mont Koupé et dans le sanctuaire de faune sauvage de Banyang-Mbo.
Les premiers spécimens ont été découverts vers 1906 sur deux sites au pied du mont Cameroun, sur le versant oriental, mais elle y est probablement éteinte, car de nouvelles recherches n'ont pas abouti.
Des localisations au Nigeria et en Ouganda ont été évoquées dans le passé, mais ces spécimens ont été attribués (ou pourraient l'être) à d'autres taxons. C'est le cas de Afrothismia winkleri (Engl.) Schltr. var. budongensis Cowley, observé dans la forêt de Budongo (en) en Ouganda.

## Habitat
C'est celui de la forêt tropicale de basse altitude, entre 0 et 1 200 m.

## Écologie
L'espèce est menacée par l'exploitation forestière et l'agriculture. Cependant, après avoir été considérée comme « en danger critique d'extinction » (CR) en 1998, elle a été requalifiée en « espèce menacée » (EN) en 2004, après la découverte de nouvelles implantations à Nyasoso, au village de Kupe et à Banyang Mbo.

## Liste des variétés
Selon Catalogue of Life (20 septembre 2017) :
- variété Afrothismia winkleri var. budongensis
- variété Afrothismia winkleri var. winkleri

Selon World Checklist of Selected Plant Families (WCSP) (20 septembre 2017) :
- variété Afrothismia winkleri var. budongensis Cowley, Fl. Trop. E. Afr. (1988)
- variété Afrothismia winkleri var. winkleri

Selon Tropicos (20 septembre 2017) (Attention liste brute contenant possiblement des synonymes) :
- variété Afrothismia winkleri var. budongensis Cowley
- variété Afrothismia winkleri var. winkleri